# Oncocnemis dunbari
Oncocnemis dunbari är en fjärilsart som beskrevs av Harvey 1876. Oncocnemis dunbari ingår i släktet Oncocnemis och familjen nattflyn. Inga underarter finns listade i Catalogue of Life.